# Sachiro Toshima
Sachiro Toshima (戸嶋 祥郎 Toshima Sachiro?, Saitama, 26 de septiembre de 1995) es un futbolista japonés que juega como centrocampista en el Kashiwa Reysol de la J1 League.

## Trayectoria

### Clubes
| Club            | País  | Año       |
| --------------- | ----- | --------- |
| Albirex Niigata | Japón | 2018-2019 |
| Kashiwa Reysol  | Japón | 2020-     |